# Tim Kincaid
Pour les articles homonymes, voir Kincaid.
Tim Kincaid est un réalisateur, scénariste et producteur de cinéma américain né le 2 juillet 1944 à Santa Barbara. Il a réalisé la plupart de ses films sous le pseudonyme de Joe Gage.

## Biographie
Né en Californie, il apparaît au cinéma comme acteur en 1971 dans le film Quadroon de Jack Weis. Il fait ensuite ses débuts de réalisateur en 1973 avec The Female Response, un film érotique lesbien. Il joue en 1975 sous le nom de Joe Gage dans un film pornographique gay, Morning, Noon and Night de Nick Elliot.
Entre 1976 et 1979, il réalise une trilogie de films pornographiques gays, avec Nick Elliot à la photographie pour les deux premiers. Ces trois films, Kansas City Trucking Co., El Paso Wrecking Corp. et L.A. Tool and Die, sont considérés comme des classiques du genre,. Sous le nom de Mac Larson, il réalise d'autres films pornographiques moins ambitieux pour P.M. Production jusqu'en 1983. 
Ensuite, il épouse Cynthia De Paula, avec qui il a deux enfants. En 1986, il sort des films non pornographiques de série Z, produits par sa femme, sous son le nom de Tim Kincaid : un film de prison pour femmes, Bad Girls' Dormitory, et deux films de science-fiction : le post-apocalyptique Robot Holocaust, et le film d'horreur extraterrestre Breeders. Il en tourne quelques autres jusqu'en 1989, avec la comédie noire Morte mais pas trop avec Carrie Fisher.
Il publie deux romans d'amour : Today, Tomorrow, And Always (1996) et Never Let Me Go (1998).
Il reprend sa carrière pornographique gay en 2001 sous son pseudonyme de Joe Gage pour Men of Odyssey avec Tulsa County Line. Il débute aussi la série Joe Gage Sex Files pour MSR Videos. Son contrat avec le studio Titan Media inaugure le renouveau d'une carrière prolifique de réalisateur pornographique gay chez eux. Il poursuit en parallèle sa série Joe Gage Sex Files chez D/G Mutual Media puis Dragon Media. Il déclare rechercher une représentation réaliste de la pornographie, et préfère montrer l'homosexualité dans un contexte de camaraderie que dans un contexte amoureux.
En 2005, il joue un rôle non sexuel dans Beyond Perfect de Jerry Douglas.
En 2014, Titan Media ouvre un site entièrement consacré aux films de Joe Gage.

## Filmographie choisie
Sous le nom de Joe Gage
- 1976 : Kansas City Trucking Co., avec Jack Wrangler (en), Richard Locke
- 1978 : El Paso Wrecking Corp. (en), avec Richard Locke
- 1979 : L.A. Tool & Die (en)
- 1982 : Heatstroke, avec Casey Donovan

Sous le nom de Tim Kincaid
- 1986 : Bad Girls' Dormitory
- 1986 : Robot Holocaust
- 1986 : Breeders (en)
- 1987 : Riot on 42nd St.
- 1987 : The Occulist ou Maximum Thrust ou Waldo Warren, private dick without a brain
- 1987 : Robot Killer
- 1989 : Sinbad (coréalisateur avec Enzo G. Castellari et Luigi Cozzi)
- 1989 : Morte mais pas trop

Sous le nom de Joe Gage
- 2001 : Tulsa County Line, avec Jason Branch (Men of Odyssey)
- 2004 : Back to Barstow (Titan Media)
- 2005 : Alabama Takedown, avec Colby Keller (Titan Media)
- 2005 : 110° in Tucson (Titan Media)
- 2006 : Cop Shack on 101, avec Damien Crosse, Collin O'Neal (Titan Media)
- 2007 : Campus Pizza, avec Damien Crosse (Titan Media)
- 2007 : Barnstorm, avec Jesse Santana (Titan Media)
- 2008 : Chain Saw, avec Tony Buff (Titan Media)
- 2008 : Mens Room III: Ozark Mtn. Exit 8, avec Árpád Miklós, Jesse Santana, Damien Crosse, Tober Brandt (Titan Media)
- 2009 : Dad Takes a Fishing Trip, avec Allen Silver (D/G Mutual Media)
- 2010 : Coyote Point (Titan Media)
- 2011 : Dad Goes to College (D/G Mutual Media)
- 2012 : Special Reserve, avec Jessy Ares (Titan Media)
- 2012 : After the Heist, avec Allen Silver, Conner Habib, Dirk Caber (Dragon Media)
- 2014 : Caught in the Act, avec Jessy Ares, Conner Habib (Titan Media)
- 2014 : Cut to the Chase, avec Dario Beck, Dirk Caber (Titan Media)
- 2015 : Spur of the Moment (Titan Media)
- 2016 : Dad Out West, avec Allen Silver, Conner Habib (Dragon Media)
- 2017 : West Texas Park & Ride, avec Matthew Bosch, Jason Vario (Titan Media)

## Récompenses
- GayVN Awards 2001 : Hall of Fame[6]
- Grabby Awards 2003 : Wall of Fame[7]
- GayVN Awards 2010 : meilleur réalisateur pour Dad Takes a Fishing Trip[8]
- XBIZ Award 2011 : réalisateur gay de l'année[9]
- XBIZ Award 2013 : réalisateur gay de l'année[9]
- XBIZ Award 2016 : réalisateur gay de l'année[9]